# Belle Époque brasileira
Die brasilianische Belle Époque brasileira (in Portugal bela época brasileira genannt), auch Belle Époque tropica, ist die brasilianische Parallelentwicklung zur französischen Belle-Époque-Bewegung, die den Städtebau und die gesamte Kultur stilistisch prägte. Anders als in Frankreich, wo man die Belle Époque auf 1871 bis 1914 datiert, setzte die Belle Époque brasileira etwas später – spätestens aber mit der Errichtung der Republik 1889 – ein und zog sich länger hin, etwa bis 1922 und teils noch bis in die frühen 1930er Jahre. In kunstgeschichtlicher Hinsicht ist diese Phase geprägt durch sehr unterschiedliche Strömungen des Historismus, Impressionismus und des Art nouveau, zuletzt auch des Art déco. Zentren der Bewegung waren Rio de Janeiro, São Paulo, Salvador und Recife sowie das 1897 planmäßig neugegründete Belo Horizonte. Sie erfasste auch periphere Regionen und Städte wie Belém im Norden oder Manaus, das „Paris der Tropen“, in Amazonien.

## Hintergrund

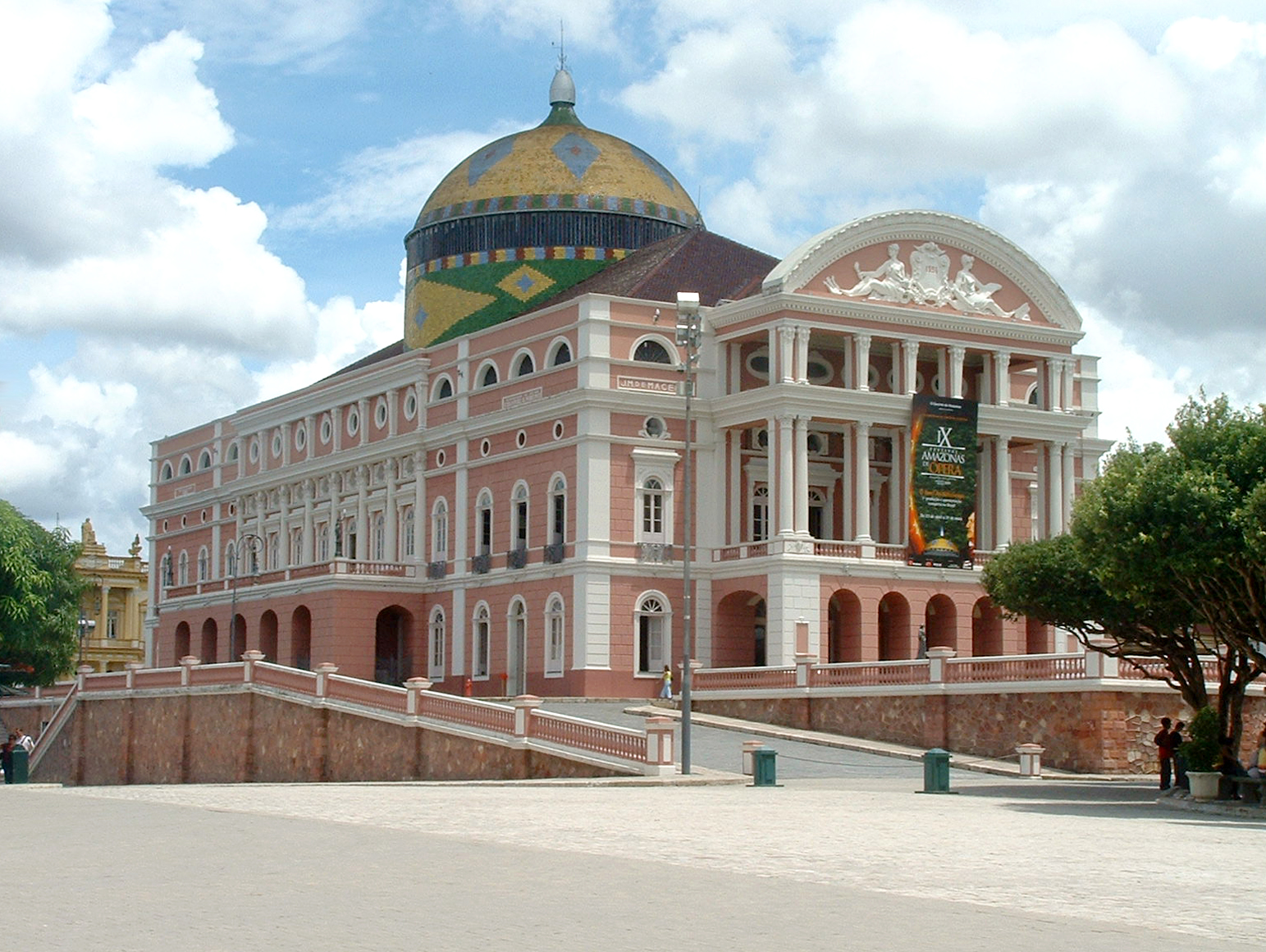
Teatro Amazonas in Manaus (1896). Manaus war die erste brasilianische Großstadt mit Elektrizitätsversorgung.

Der Kaffee- und vor allem der Kautschukboom seit den 1870er Jahren führte zum Aufstieg der Landbesitzer- und Händlereliten, die von ihren Ländereien abwanderten und sich in den großen küstennahen Städten niederließen. Massenhafte Einwanderung, Bevölkerungsanstieg und Industrialisierung, aber auch die ländlichen Revolten der 1880er und 1890er Jahre forderten die neureichen Eliten heraus und erhöhten den Druck, sich an einem neuen urbanen Modell planmäßiger gesellschaftlicher Modernisierung nach europäischem Vorbild zu orientieren. Dieses Projekt sollte die brasilianische Vergangenheit – die portugiesische Kolonialzeit, die Zeit des Kaiserreichs und der Sklavenhaltung – hinter sich lassen und konnte durch die immensen Erlöse aus dem Kautschuk- und Kaffeeboom finanziert werden. Die Ablehnung der Traditionen der inzwischen weitgehend verarmten Kolonialmacht Portugal wurde durch die Wahl des französischen Begriffs des Belle Époque (anstelle des portugiesischen „bela época“) deutlich. Das Modell der französischen Republik, vor allem das Vorbild der Architektur und Stadtentwicklung in Frankreich, aber auch der technische Fortschritt und die Weltausstellung Paris 1889 spielten als Orientierungspunkte eine wichtige Rolle. Andere Einflüsse kamen aus England (vor allem durch das Arts and Crafts Movement) und aus Italien.
Die Gestaltungsmacht der lokalen Oligarchen als Grundlage eines bis in die Provinz ausstrahlenden kulturellen Aufschwungs war durch die Stärkung der Autonomie der Bundesstaaten und ihrer Gouverneure unter dem Präsidenten Campos Sales (1898–1902) erheblich gewachsen. Aus einer ländlichen Grundbesitzerkaste und zugewanderten Händlern erwuchs eine reisefreudige kosmopolitische Oligarchie mit einer individualisierten Fin-de-siècle-Kultur, deren Prachtentfaltung jeder Legitimation entbehrte, während gleichzeitig die indigenen Kautschuksammler ausgebeutet wurden, die Favelas für ehemalige Sklaven im Umkreis der großen Städte aus dem Boden schossen und die sozialräumliche Segregation in den Großstädten fortschritt.

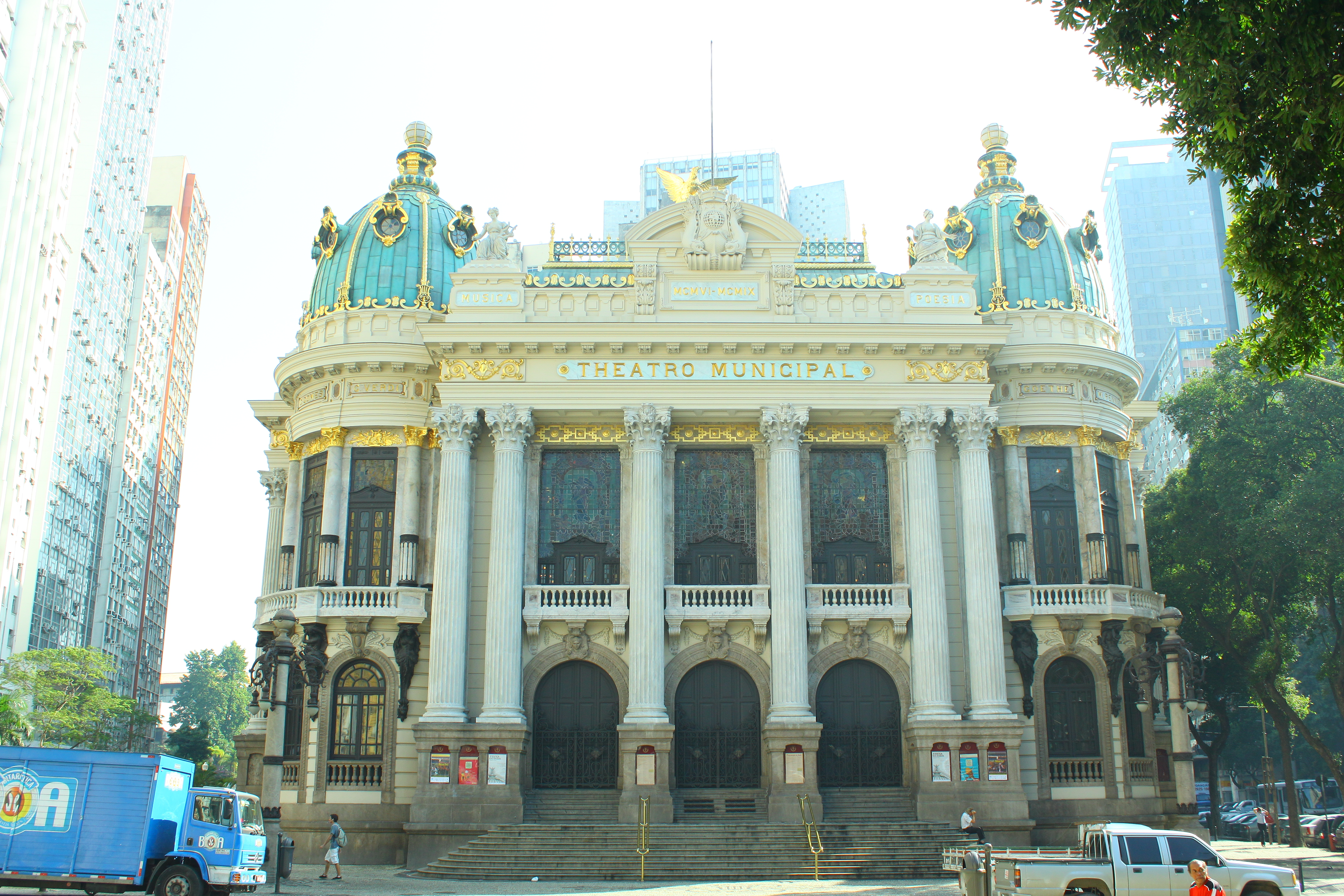
Städtisches Theater in Rio de Janeiro

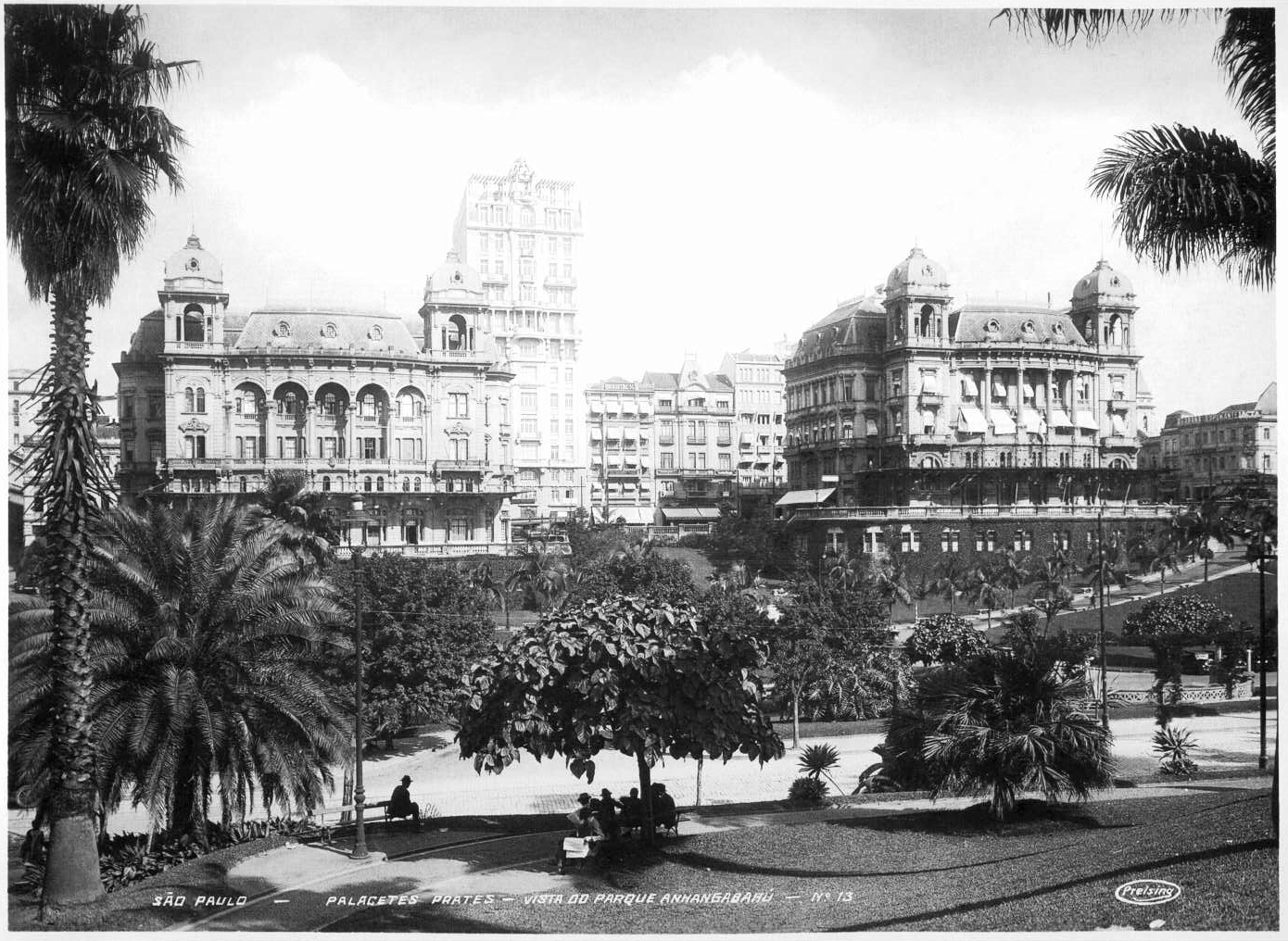
Die Gebäudegruppe Prates na década (1920) in Anhangabaú

Beendet wurde diese „goldene“ Ära durch den Verfall der Kautschukpreise nach 1910, die Krisen nach dem Ersten Weltkrieg, in kultureller Hinsicht durch den Aufstieg des Modernismo in Lateinamerika (als Zäsur gilt die Semana de Arte Moderna in São Paulo 1922), den wachsenden Einfluss der nüchternen Industriemetropole São Paulo, die erfolgreich mit Rio konkurrierte, und schließlich durch den Absturz der Kaffeepreise 1930, der zur Verarmung vieler Kaffeebauern und zu einem Aufstand der Eliten gegen den gewählten Präsidenten führte. In der Folge dieser Entwicklung, durch die Europareisen zum Luxus wurden, löste sich das Land wieder von den europäischen Vorbildern.

## Städtebau

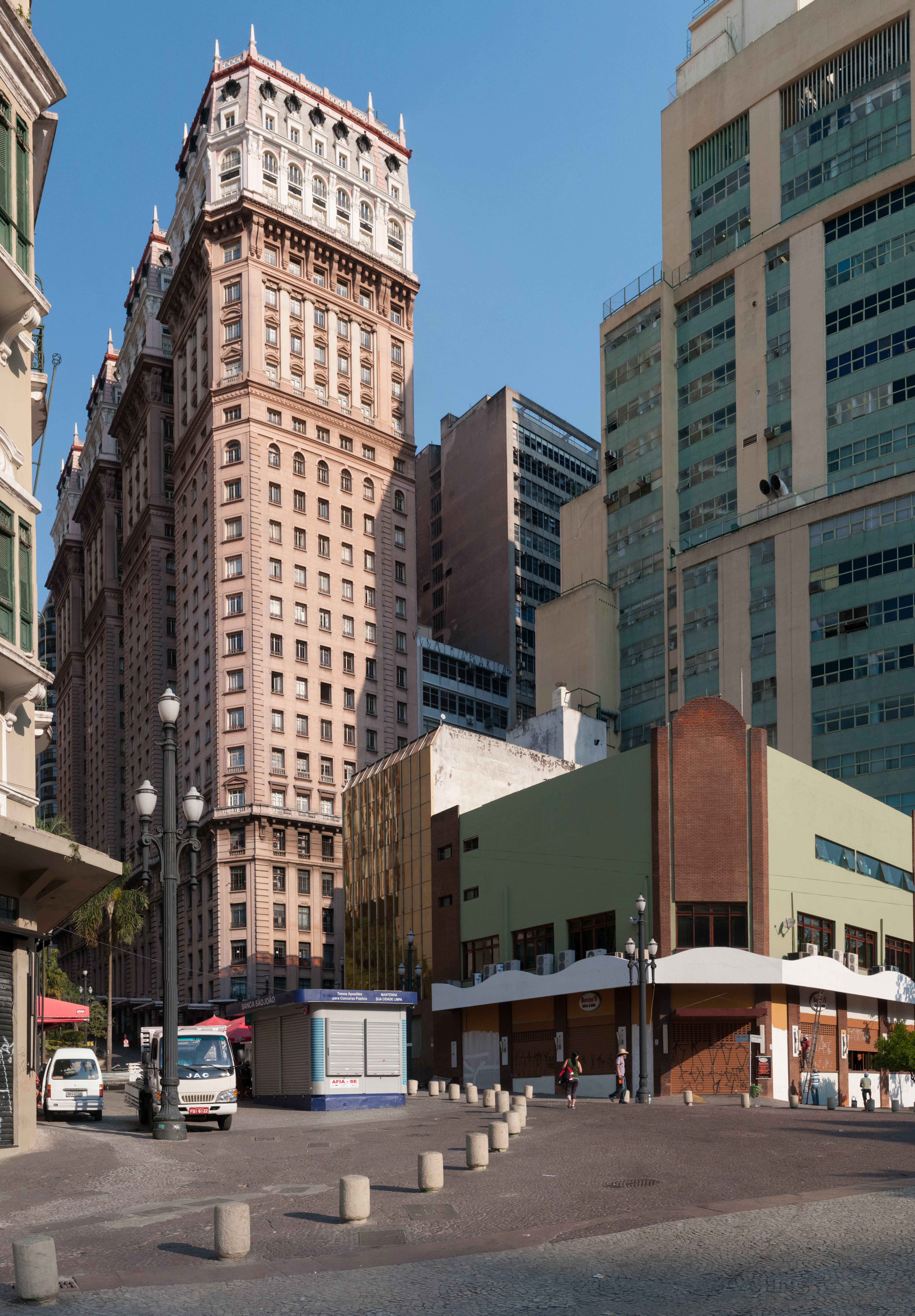
Edifício Martinelli in São Paulo (1929)

Ein Hauptprojekt der Belle Époque war der Stadtumbau Rio de Janeiros von 1903 bis 1906 mit dem Ziel der Verwirklichung eines republikanischen Stadtideals. Bei diesem Projekt orientierte sich der Ingenieur und Präfekt Francisco Pereira Passos am Vorbild der Pariser Stadtplanung durch Georges-Eugène Haussmann. Rio sollte zu einem Paris tropical werden. Die gehobene Welt (alto mundo), d. h. die Kultur-, Finanz- und politische Eliten gingen bei der Umgestaltung eine enge Verbindung ein und entdeckten die Stadt als wirksame Bühne ihrer Selbstpräsentation. Pompöse Theaterbauten wurden zu wichtigen Symbolen der Ära, und dort präsentierten sich erstmals Weltstars wie Sarah Bernhardt 1905 in Rio. Ähnliche Stadterneuerungsprojekte wurden in Vale do Anhangabaú, einem Stadtteil von São Paulo, durchgeführt. Belo Horizonte wurde 1894–1897 von Aarão Reis als neue Hauptstadt des Bundesstaates Minas Gerais auf Basis einer Rasterstruktur in Quadraten von je 120 Meter Kantenlänge und diagonalen Hauptalleen geplant.
Gegen Ende der Phase hatte Brasilien in technischer Hinsicht den Anschluss an die internationale Hochhausarchitektur erreicht, z. B. mit dem Edifício Martinelli in São Paulo, das von dem italienischen Immigranten Giuseppe Martinelli entworfen wurde. Allerdings hielten die neuen Stadtplanungs-, Verkehrs- und Hygienekonzepte schon in den 1920er Jahren nicht mehr Schritt mit dem Wachstum der Bevölkerung, die von 1900 bis 1920 um mehr als 75 Prozent zunahm.

## Bildende Kunst

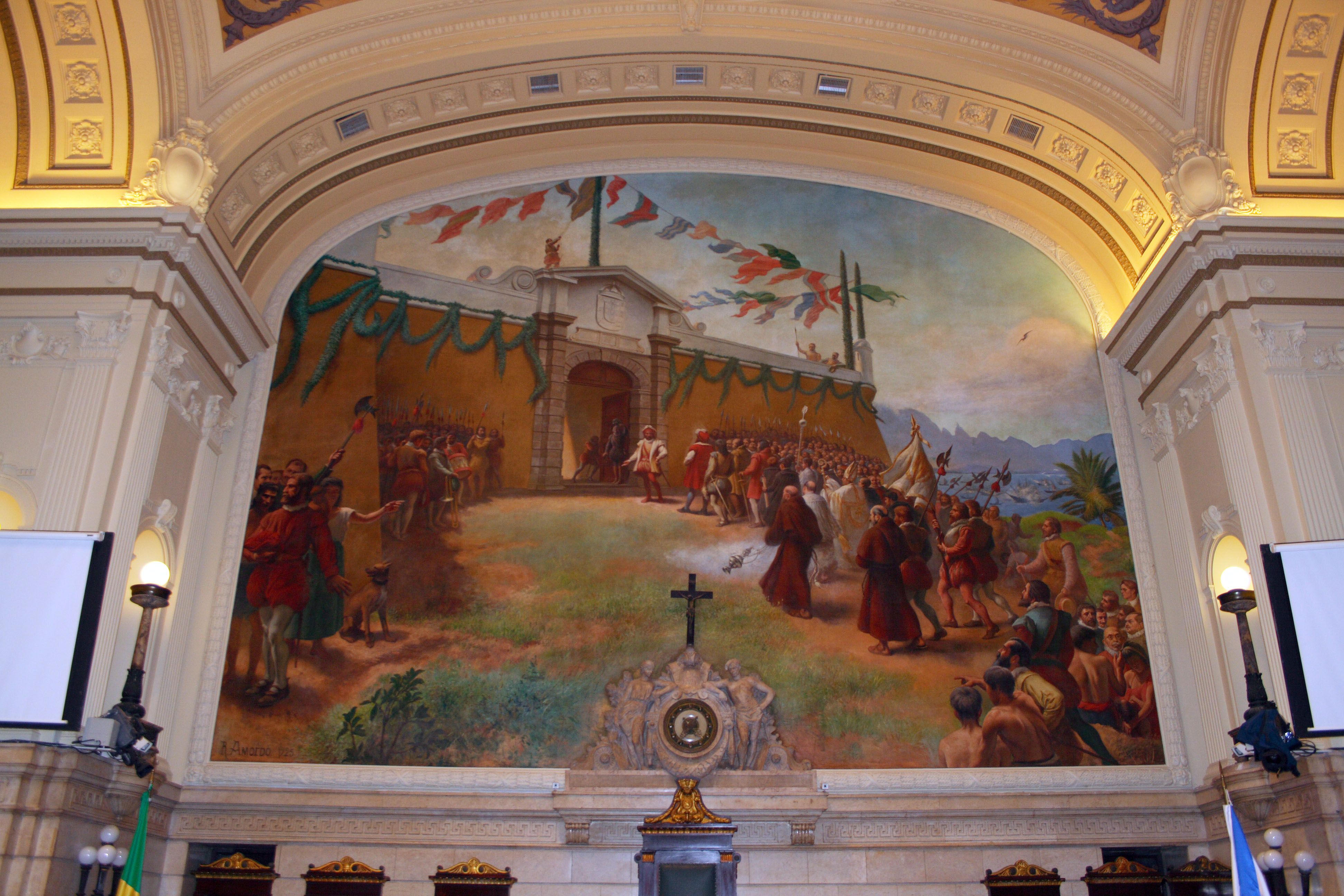
Wandbild A fundação da cidade do Rio de Janeiro („Die Gründung der Stadt Rio de Janeiro“) im Palácio Pedro Ernesto, Rio de Janeiro (1923)

Viele Künstler verdienten sich einen Teil ihres Einkommens mit der Raumdekoration der neuen repräsentativen Gebäude. Zu den bekannten Malern der Epoche gehören Rodolfo Amoedo und sein Schüler Lucílio de Albuquerque sowie dessen Ehefrau Georgina de Albuquerque. Nicht ganz in das Schema passt der populäre José Ferraz de Almeida Júnior, der sich als ein dem Naturalismus verpflichteter Maler dem Leben der einfachen Leute widmete.

## Mode
Die Mode nach 1890 wurde von französischen Vorbildern geprägt, zuerst  vom Art nouveau, dann vom klareren Art déco. der die Körpersilhouette stärker artikulierte. Besonders die Abendkleidung der Städter wurde im Kontrast zur schlichten Alltagskleidung immer aufwändiger.

## Literatur

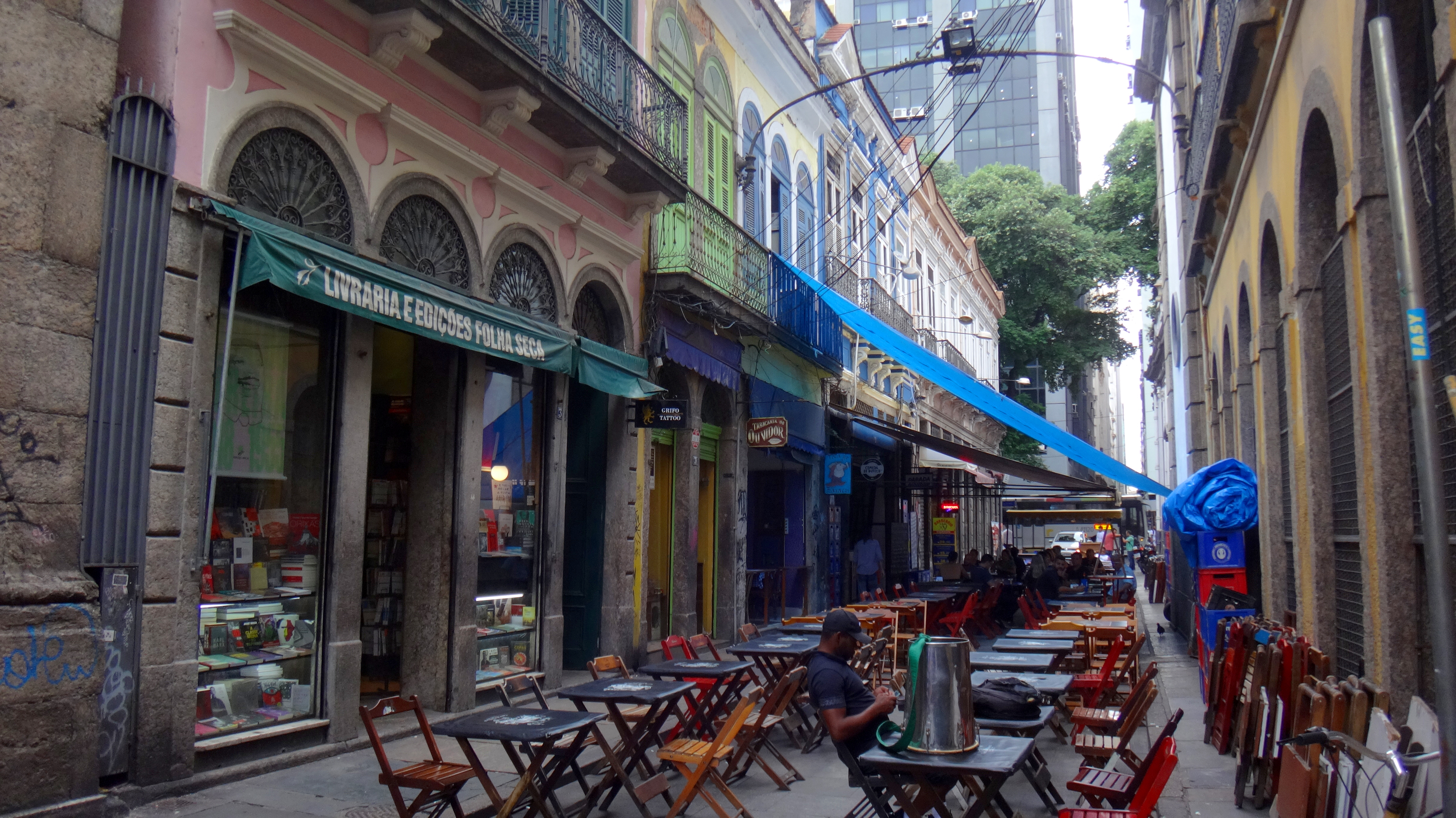
Rua do Ouvidor in Rio de Janeiro, ein „Open-Air-Shoppingzentrum“ und zugleich Treffpunkt der Literaten

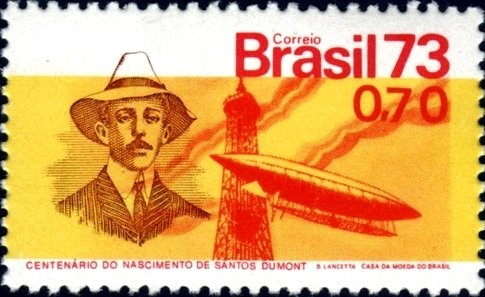
Brasilianische Briefmarke zum 100. Geburtstag von Alberto Santos Dumont (1973)

## Technik
Auch im Bereich von Technik und Wissenschaft war der französische Einfluss stark. Die Weltausstellung 1889 und der Bau des Eiffelturms erregten in Brasilien großes Aufsehen. Die Verbreitung der elektrischen Beleuchtung in den brasilianischen Großstädten sollte die „Lichterstadt Paris“ (ville Lumière) kopieren. Technische Prestigeobjekte wie die Seilbahn auf den Zuckerhut in Rio 1912/13, die erste elektrische Straßenbahn Brasiliens 1899 in Manaus oder die in Frankreich gebauten Luftschiffe und die dort durchgeführten Motorflüge des brasilianischen Technikpioniers Alberto Santos Dumont begeisterten das ganze Land. Santos Dumont, Enkel eines Pariser Juweliers, hatte seine Jugend auf der Kaffee- und Zuckerrohrplantage seines brasilianischen Vaters zwischen dampfgetriebenen landwirtschaftlichen Maschinen verbracht und dort wesentliche Impulse erhalten. Er erhielt einen Preis für den ersten Flug mit einem Luftschiff um den Eiffelturm im Jahr 1901 und einen weiteren Preis für den ersten öffentlichen und beglaubigten Flug mit einem Motorflugzeug über mehr als 25 Meter (tatsächlich erreichte er 1906 60 Meter). Nebenbei erfand er die am Armband zu tragende Fliegeruhr, weil das Ablesen der Taschenuhr beim Fliegen umständlich war. Ein gebürtiger Franzose, Henrique Charles Morize, der Begründer der modernen brasilianischen Physik, gründete 1916 auch die Academia Brasileira de Ciências.